# تاماش دویچ
تاماش دویچ (به مجاری: Deutsch Tamás) (زادهٔ ۴ دسامبر ۱۹۶۹) شناگر اهل مجارستان است.